# Go Tight!
「Go Tight!」（ゴー タイト!）は、2005年8月24日にビクターエンタテインメントから発売されたAKINO from bless4の2作目のシングル。

## 音楽性
収録曲はいずれもテレビ東京系アニメ『創聖のアクエリオン』の関連曲であり、表題曲「Go Tight!」は後期OPテーマに採用されている。プロデュースは前作より引き続き菅野よう子が担当。
アニメのテーマ『合体』にかけた楽曲タイトルとなっており、めまぐるしい転調に次ぐ転調、AKINOのスピード感溢れるアップチューンに仕上がっている。
『創聖のアクエリオン』の原作者・河森正治曰く、本楽曲は「珍しい経緯で誕生した」とインタビューで述べており、『創聖のアクエリオン』は元々OPテーマを変えるつもりはなかったという。
通常のテレビアニメ制作の場合、何クール目から新OPテーマに変わるのかが決まがっており、それに伴い様々な準備がなされている。しかし『創聖のアクエリオン』の場合、第12話・13話が放送されている頃、菅野が突然河森の元へ「どうする？ OPテーマ変える？」と訪ねに来たという。全くその気の無かった河森は、「そう言われても、曲に合わせる絵がない」と菅野に伝えたところ、「絵がなくても曲は作ろう」とAKINOのプロデュースや作品に対し意欲的な菅野に押され、急遽後期OPテーマの製作が決定した。しかし、ノリ気になった河森が「後期OPテーマのコンセプトは『合体』でいきましょう！」と菅野に提案したところ、話を持ち掛けた側の菅野にドン引きされ、後に「あの菅野さんがあんなにも引いたところを見たのは初めてでした（笑）」と語っている。

## リリース
本作は2005年8月24日にビクターエンタテインメントから発売された。AKINO from bless4のシングルとしては、前作「創聖のアクエリオン」から4ヶ月ぶりのリリースとなる。
2011年8月24日、『創聖のアクエリオン』の続編『アクエリオンEVOL』の制作決定を記念して再発売された。

## アートワーク／パッケージ
ジャケットイラストには、今作でキャラクター原案を務めた金田榮路作画のセリアンが描かれている（主人公のアポロやヒロインのシルヴィアは一切描かれていない）。

## 評価
CDジャーナルは、「疾走感とドラマ性を携えた転調の多い楽曲の上で、力強く伸びやかな歌声が天空を駆け巡ってゆく。突き抜けた美が冴える」と評した。

## チャート成績

### チャート
累計売上枚数 / 2.2万枚
| チャート         | 最高位 |
| ---------------- | ------ |
| オリコン（週間） | 18位   |

### 受賞
- 歌って歌って24時間！みんなのアニソンベスト500 - ランクイン

## シングル収録曲
シングルCD
1. Go Tight! [4:43]
作詞 : 岩里祐穂 / 作・編曲 : 菅野よう子
歌唱 : AKINO from bless4
2. オムナ マグニ [1:39]
作詞 : Gabriela Robin / 作・編曲 : 菅野よう子
歌唱 : 牧野由依
3. エスペランサ! [2:33]
作詞 : Gabriela Robin / 作・編曲 : 菅野よう子
歌唱 : OLE! AQUARION
4. Go Tight!（off Vocal）[4:41]

## メディアでの使用
※AKINOの楽曲のみ記述
| タイトル  | タイアップ                                                      | 採用年 |
| --------- | --------------------------------------------------------------- | ------ |
| Go Tight! | テレビアニメ『創聖のアクエリオン』後期OPテーマ                  | 2005年 |
| Go Tight! | SANKYO『パチスロ創聖のアクエリオン』実機搭載曲                  | 2011年 |
| Go Tight! | SANKYO『CRF創聖のアクエリオン 転翅篇』実機搭載曲                | 2011年 |
| Go Tight! | テレビアニメ『アクエリオンEVOL』挿入歌                          | 2012年 |
| Go Tight! | SANKYO『CRF創聖のアクエリオンIII』実機搭載曲                    | 2012年 |
| Go Tight! | SANKYO『パチスロ創聖のアクエリオンⅡ』実機搭載曲                 | 2013年 |
| Go Tight! | リズムアクションゲーム『jubeat plus』『REFLEC BEAT plus』搭載曲 | 2013年 |
| Go Tight! | OVA『創勢のアクエリオンEVOL』挿入歌                             | 2015年 |
| Go Tight! | SANKYO『CRFアクエリオンEVOL』実機搭載曲                         | 2015年 |
| Go Tight! | SANKYO『CRFアクエリオンW R』実機搭載曲                          | 2018年 |
| Go Tight! | SANKYO『PFアクエリオンW 最終決戦ver.』実機搭載曲                | 2019年 |
| Go Tight! | SANKYO『パチスロ アクエリオン ALL STARS』実機搭載曲             | 2022年 |
| Go Tight! | SANKYO『PFアクエリオン極合体』実機搭載曲                        | 2023年 |

## 収録アルバム
※AKINOの楽曲のみ記述
| タイトル  | 収録アルバム             | 発売日        | 備考                   |
| --------- | ------------------------ | ------------- | ---------------------- |
| Go Tight! | 『Lost in Time』         | 2007年11月7日 | AKINO 1stアルバム      |
| Go Tight! | 『your ears, our years』 | 2021年3月24日 | AKINO ベスト・アルバム |

## スタッフ・クレジット
Performed by AKINO form bless4
- Producer：菅野よう子
- Co-Producer : 佐々木史郎
- Director : 伊藤将生

### 楽曲Staff
- Piano & Keyboards : 菅野よう子
- Drums : 佐野康夫
- Bass : 渡辺等
- Guitars : 今堀恒雄
- Synthesizer manipulating : 浦田恵司 / 坂本俊介
- Strings : 篠崎正嗣 strings
- Percussion : 三沢またろう

### Art Staff
- Cover Illustration : 金田榮路
- Designed : マッハ55号

### Choreographer
- AIKI from bless4[8]

## カバー
Go Tight!
- アポロ・シルヴィア・麗花 -『Go Tight! エレメント合体Ver.』配信
- 福山芳樹 -『Go Tight! 熱輝合体Ver.』配信
- m.o.v.e -『anim.o.v.e BEST』（2012年2月22日）
- GARNiDELiA -『ドリームボーカリスト』（2012年3月21日）